# أبو اليسر
أبو اليسر أو خَوْليّ الرز (بالإنجليزية: Pratincole)‏ أسم يطلق على 16 نوعًا من الطيور ذوات الأجنحة الطويلة المدببة، والأذيال المشعبة. توجد هذه الطيور في جنوبي أوروبا وإفريقيا وآسيا. وتعيش في مناطق قاحلة مكشوفة ومنبسطة، وكذلك قرب المياه العذبة. تتمتع طيور أبي اليسر بالسرعة ورشاقة الحركة. وتقتات الحشرات الكبيرة التي تصطادها وهي محلّقة أو على الأرض.
تعيش طيور أبي اليسر في أسراب يصل عددها إلى عدة مئات، وتبني أعشاشها في مستعمرات واسعة، ويحتفظ كلّ زوج في هذه المستعمرات بموطنه. تضع الأنثى بين بيضتين وأربع بيضات في عش على الأرض. ويحضن كلا الأبوين البيض لمدة تقارب 18 يومًا.
يبلغ طول طيور أبي اليسر 25سم تقريبًا. ويميل لون ريشها إلى البُنِّي، وتوجد بقع قشدية اللون على الحنجرة، وهي ذات حواف سوداء. وتوجد بقع حمراء ـ بنية أو ضاربة إلى البني تحت جناح طائر أبي اليسر المُطّوق الذي يعيش في مساحات شاسعة تمتد من حوض البحر الأبيض المتوسط، وحتى الشرق الأوسط والهند. أما النوع الأسترالي فساقاه طويلتان.

## معرض الصور

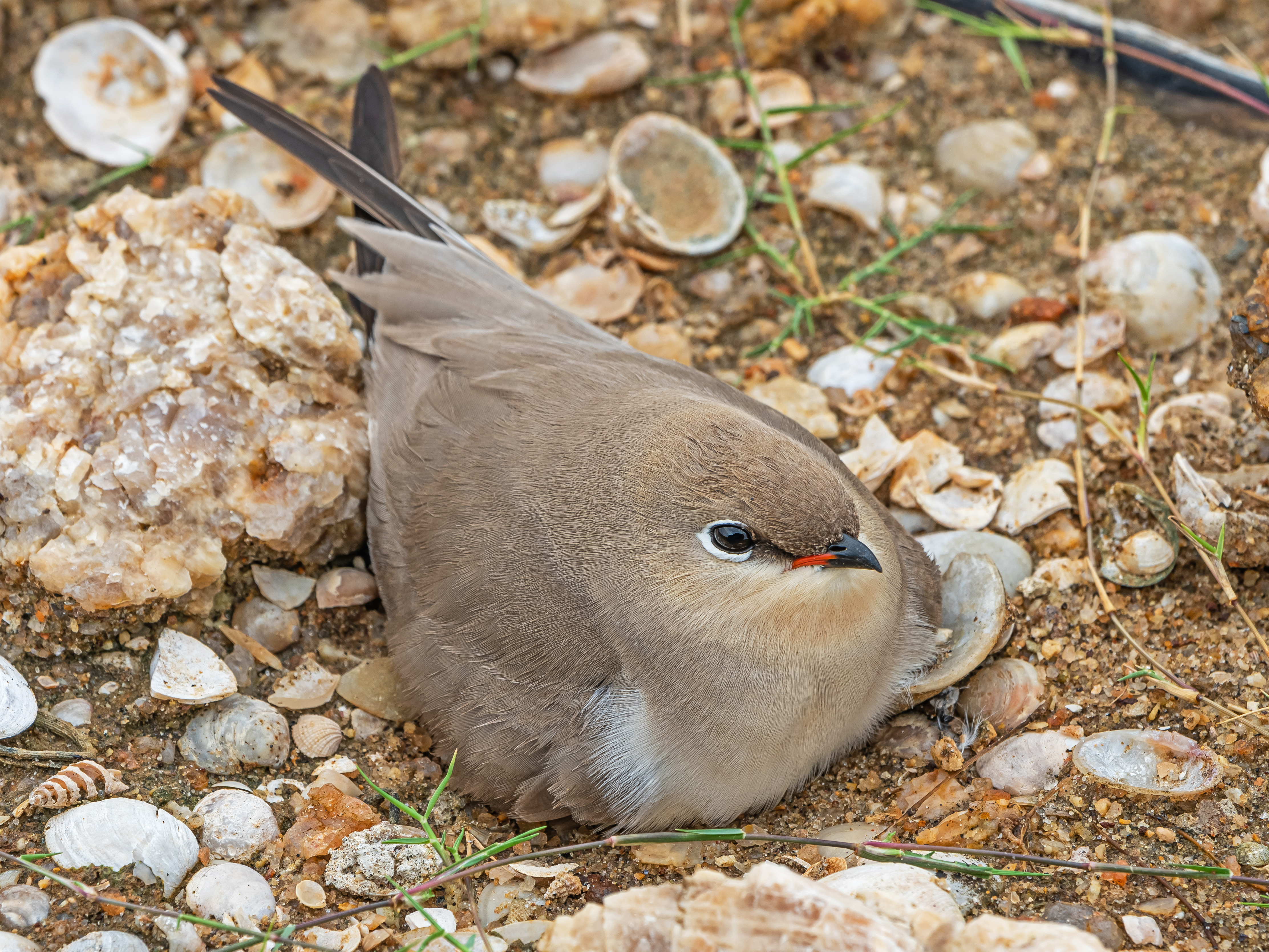